# ГЕС Квінен
ГЕС Квінен – гідроелектростанція на півдні Норвегії, за 75 км на схід від Ставангеру. Знаходячись між ГЕС Роскрепп (вище по течії) та ГЕС Solhom, входить до складу каскаду каскаду на річці Квіна, яка тече у південному напрямку та впадає узатоку Північного моря Fedafjorden за сім десятків кілометрів на захід від Крістіансанна. 
В межах проекту розташоване на Квіні озеро Oyarvatn перетворили на сховище з припустимим коливанням рівня поверхні між позначками 820 та 837 метрів НРМ (у випадку повені можливе перевищення останнього показника ще на один метр), що дозволяє забезпечити корисний об’єм у 104 млн м3.
Зі сховища ресурс подається до підвідного дериваційного тунелю довжиною біля 5 км, який проходить під водорозділом Квіни та лівої притоки Сіри річки Хона. Тут він отримує додатковий ресурс з водозабору у озері Staurlitjodn і досягає машинного залу.
Основне обладнання станції становить одна турбіна типу Френсіс потужністю 80 МВт, яка при напорі у 120 метрів забезпечує середньорічну виробітку на рівні 215 млн кВт-год . 
Відпрацьована вода потрапляє до відвідного тунелю довжиною біля 5 км, котрий повторно проходить під водорозділом Хони і Квіни, повертаючись до долини останньої. Тут кінцевим пунктом є сховище до Kvivatnet, котре виконує роль водозабору для наступної ГЕС Solhom.
Для видачі продукції використовують ЛЕП, розраховану на роботу під напругою 300 кВ.